# Pleione chunii
Pleione chunii är en växtart i släktet Pleione och familjen orkidéer. Den beskrevs av C.L.Tso.

## Utbredning
Arten förekommer i södra Kina.